# قناة ديزني (جنوب شرق آسيا)
كانت قناة ديزني قناة أطفال تلفزيونية مدفوعة تملكها شركة والت ديزني جنوب شرق آسيا.
بدأت البث في تايوان في 29 مارس 1995 ،  حتى تم بثها الرئيسي في يناير 2000 ، تم بثها في ماليزيا ، وسنغافورة ،  بروناي ، والفلبين.     توسعت لاحقًا إلى معظم دول جنوب شرق آسيا في الأشهر التالية. تم إغلاق القناة في 1 أكتوبر 2021 ، بينما انتهى النسخة التايوانية في 1 يناير 2022 ، كجزء من خدمة البث عبر الانترنت ديزني + وهوتستار . 
تتكون برامج قناة ديزني من مسلسلات تلفزيونية أصلية من القناة الأم وأفلام أصلية مخصصة للكابلات ، وبرامج مختارة أخرى تابعة لجهات خارجية ، وأصلية مقرها ماليزيا. قد لا يتم بث بعض البرامج بسبب القيود الحكومية.

## تاريخ

تم استخدام الشعار الأول من 2000 إلى 2003.

بدأت القناة البث في تايوان في 29 مارس 1995 الساعة 2:00 مساءً ، بكونها أول قناة ديزني تبث خارج الولايات المتحدة.    أقيم الحفل في فندق جراند حياة تايبي بتايوان.
في الفترة من يناير إلى فبراير 2000 ، أطلقت قناة ديزني رسميًا وأصبحت متاحة في لماليزيا وسنغافورة وبروناي والفلبين ؛        مع بث مسار صوتي إنجليزي مع ترجمة لغة الماندرين. 
خلال إطلاق القناة ، تم عرض العديد من أفلام شركة والت ديزني ، الأسد الملك2: عهد سمبا ، ، ماري بوبينز ، وفيلم هرقل ، وجورج وجونغل ، ذي بارينت تراب ونسخة الحركة الحية لـ 101 مرقش ، بما في ذلك مسلسل The Wonderful عالم ديزني . كما تم عرض المسلسل التلفزيوني الأمريكي Hercules The Series و و دب في المنزل الأزرق الكبير و The New Adventures of Winnie the Pooh مع المسلسل الدرامي للأطفال Crash Zone و Flash Forward . ويتضمن أيضًا مسلسله الأصلي ، Disney Buzz ، المعروف أيضًا باسم استوديو ديزني  وفقرتها الصباحية بلاي هاوس ديزني .
خلال النصف الأول من عام 2005 ، تم إطلاق قناة ديزني آسيا ، مع القناة الشقيقة بلاي هاوس ديزني (الآن ديزني جونيور ) في فيتنام ،   بالاو وتايلاند .   وانتهت بإطلاق القناتين في كمبوديا ، بدأت البث في 20 يونيو 2005 ، مع شركة كمبوديا للإنتاج الترفيهي المحدودة كموزع.  أطلقت لاحقًا بلاي هاوس ديزني في بعض الأسواق منذ عام 2004 في الفلبين ،   سنغافورة ،  ماليزيا ،  بروناي ،  وكوريا الجنوبية. 
في 1 يوليو 2011 ، أطلقت قناة ديزني نسختها الكورية ، وهي أول قناة ديزني يتم بثها للدبلجة الكورية .   وفي 11 يوليو 2011 ، أعيد إطلاق قناتها الشقيقة بلاي هاوس ديزني باسم ديزني جونيور ،  بالتزامن مع العرض الأول لفيلم جايك وقراصنة أرض الأحلام .
في 15 سبتمبر 2012 ، تم إطلاق قناة ديزني إكس دي في ماليزيا.   تم إطلاقها لاحقًا في سنغافورة في 16 مارس 2013 ،  وفي إندونيسيا وتايلاند في 19 أكتوبر 2013 ،  ولاحقا في الفلبين في 31 مايو 2014. 
بعد حظر قناة ديزني وديزني إكس دي في بنغلاديش حيث كانت القناتين تبثان باستمرار البرامج باللغة الهندية ،  أتيحت قناة ديزني آسيا على العديد من منصات الكابلات الرقمية ، مثل البنغال رقمي ، في الدولة تقريبًا في عام 2016. بسبب إغلاق القناة ، بدأت ديزني إنترناشيونال HD ومقرها في الهند .
في 25 مايو 2018 ، أطلقت ديزني DisneyLife في الفلبين ،   نسخة مماثلة من ديزني + أطلقت من قبل في المملكة المتحدة في عام 2015.  أوقفت خدمة البث عبر الإنترنت في وقت لاحق في 1 أبريل 2020. 
في 1 سبتمبر 2020 ، تم فصل قناة ديزني في إندونيسيا عن القناة الرئيسية ، بعد إطلاق هوستار في 5 سبتمبر 2020. كما أن لديها بثًا مباشرًا على موقع الويب . 

### الاغلاق
توقفت قناة ديزني ، وديزني إكس دي ، وديزني جونيور عن البث في سنغافورة في 1 يونيو 2020 بعد فشلها في تجديد عقدها ، مع كل من سينجتلl وستار هاب ‏ .  تم استبدالها بـ ديزني + ، منذ إطلاقها في البلاد في 23 فبراير 2021. 
في 1 يناير 2021 ، توقفت قناة ديزني وديزني جونيور عن البث في ماليزيا   والتحضير لإطلاق هوستار لتحل محلها. توقتف عن الإرسال أثناء بث بولت عند منتصف الليل.  تم نقل محتوى ديزني إلى خدمة البث ، منذ إطلاقها في 1 يونيو 2021.  أيضًا في 1 يناير من ذلك العام بسبب مراجعة أعمال ديزني في المنطقة (خاصة سنغافورة) ،و تم إغلاق قناة ديزني إكس دي في المنطقة المذكورة. 
بعد 21 عامًا على الهواء ، أغلقت قناة ديزني ، بما في ذلك ديزني جونيور ومعظم قنوات فوكس التابعة لها رسميًا في بقية أنحاء آسيا ؛ وهونغ كونغ في 1 أكتوبر 2021.  
بعد الإغلاق ، ستستمر قناة ديزني بالبث في تايوان في العمل ،  حتى توقفها في يوم رأس السنة الجديدة (1 يناير 2022) ،   وتختتم مع <i id="mwAQ0">Big Hero 6</i> أيضًا في منتصف الليل (بتوقيت تايبي) . 

## الشعارات
مع إطلاق القناة في عام 2000 ، بدأت قناة ديزني آسيا في استخدام حزمة عرض "الدوائر" ،   حتى نهاية أبريل 2003 ، عندما أصبح شعار القناة بمثابة " رسومات ميكي ماوس مع اسم القناة في الداخل ،  أصبح تنسيق العرض على الهواء للقناة ، ثم أعيد تسميته لاحقًا باستخدام رسومات بالطول من عام 2007 حتى عام 2011. تم إجراء عملية إعادة تصميم للشعار في عام 2012 ، ثم في 1 أغسطس 2014 ، باستخدام شعار اسم ديزني.
بدأت قناة ديزني آسيا في استخدام أجزاء من تغيير العلامة التجارية الأمريكية "Social Media" اعتبارًا من 1 ديسمبر 2017 وتم تغيير علامتها التجارية بالكامل في 1 يناير 2018 الساعة 6 صباحًا. اعتبارًا من عام 2020 ، استخدمت أيضًا عناصر رسومات "عمر العنصر" الأمريكية .

## نهاية بث القناة

### جنوب شرق آسيا
كان القناة متاحًة في تايلاند وفيجي وبالاو وكمبوديا وبابوا غينيا الجديدة وميانمار وبنغلاديش.  توقفت هذه النسخة عن بث الأفلام وبدأت في مشاركة نفس الجدول الزمني مع البث في إندونيسيا في 1 فبراير 2021. .

#### سنغافورة
كان الجدول الزمني مشابهًا للقناة الرئيسية، بالإضافة إلى الإعلانات المحلية. تم استبدال بعض البرامج بالمسلسلات الهزلية. توقفت هذه النسخة عن العمل في 1 يونيو 2020.

#### ماليزيا وبروناي
نفس الجدول الزمني للقناة الآسيوية ، بالإضافة إلى الإعلانات المحلية ؛ بدأت في وقت مبكر في 15 يناير 2000. كانت متوفرة بأربع لغات: الإنجليزية والماليزية والماندرين والتاميلية . كانت هذه القناة متاحة فقط على Astro في ماليزيا و Kristal-Astro في بروناي.